# سگ دندان ژاپنی
سگ دندان ژاپنی یا به ژاپنی کاتاکوری (به ژاپنی: 片栗) یکی از گونه‌های سگ دندان است که در ژاپن، کشور کره و شمال شرقی جمهوری خلق چین رشد می‌کند.

## نگارخانه

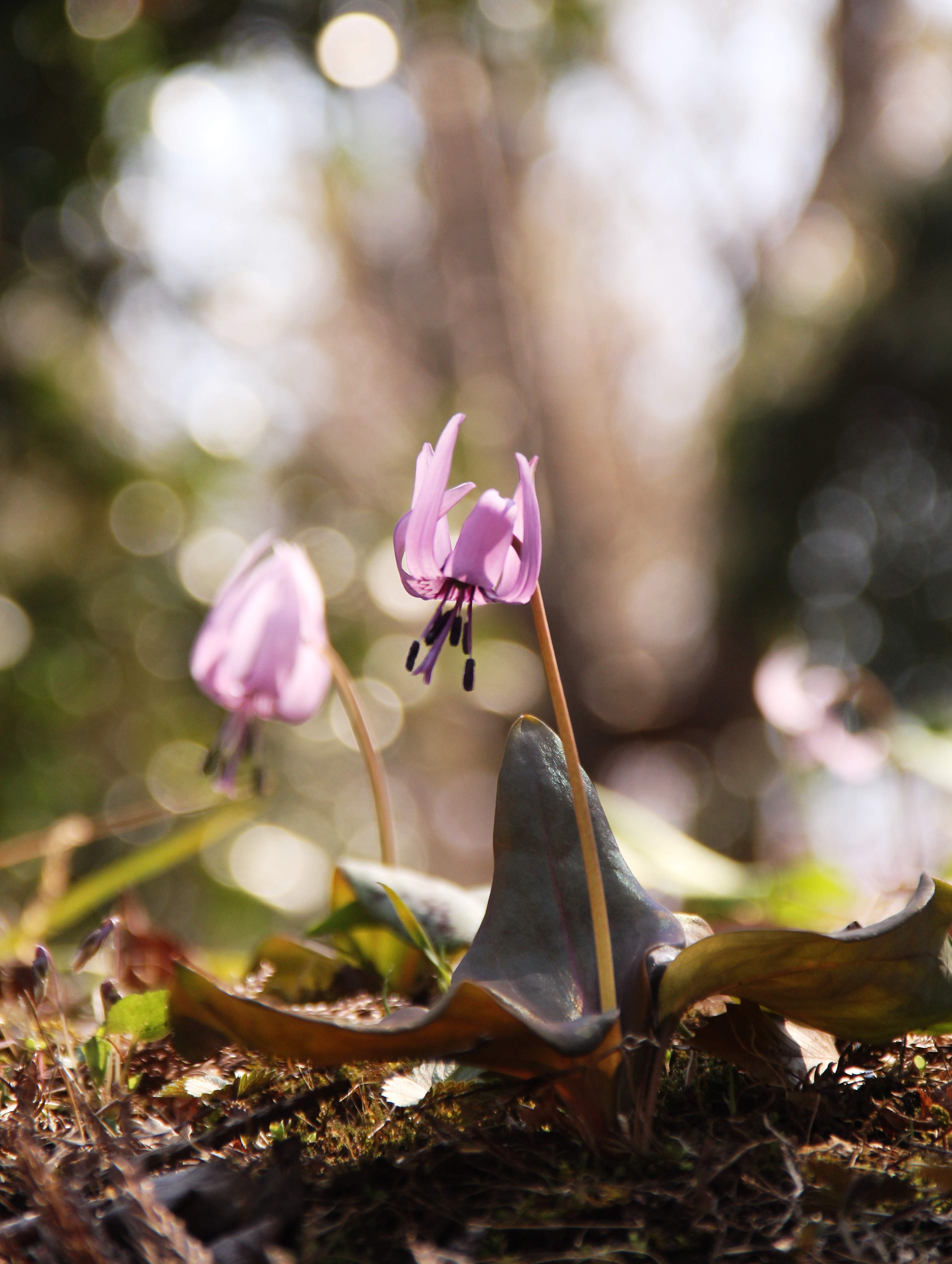
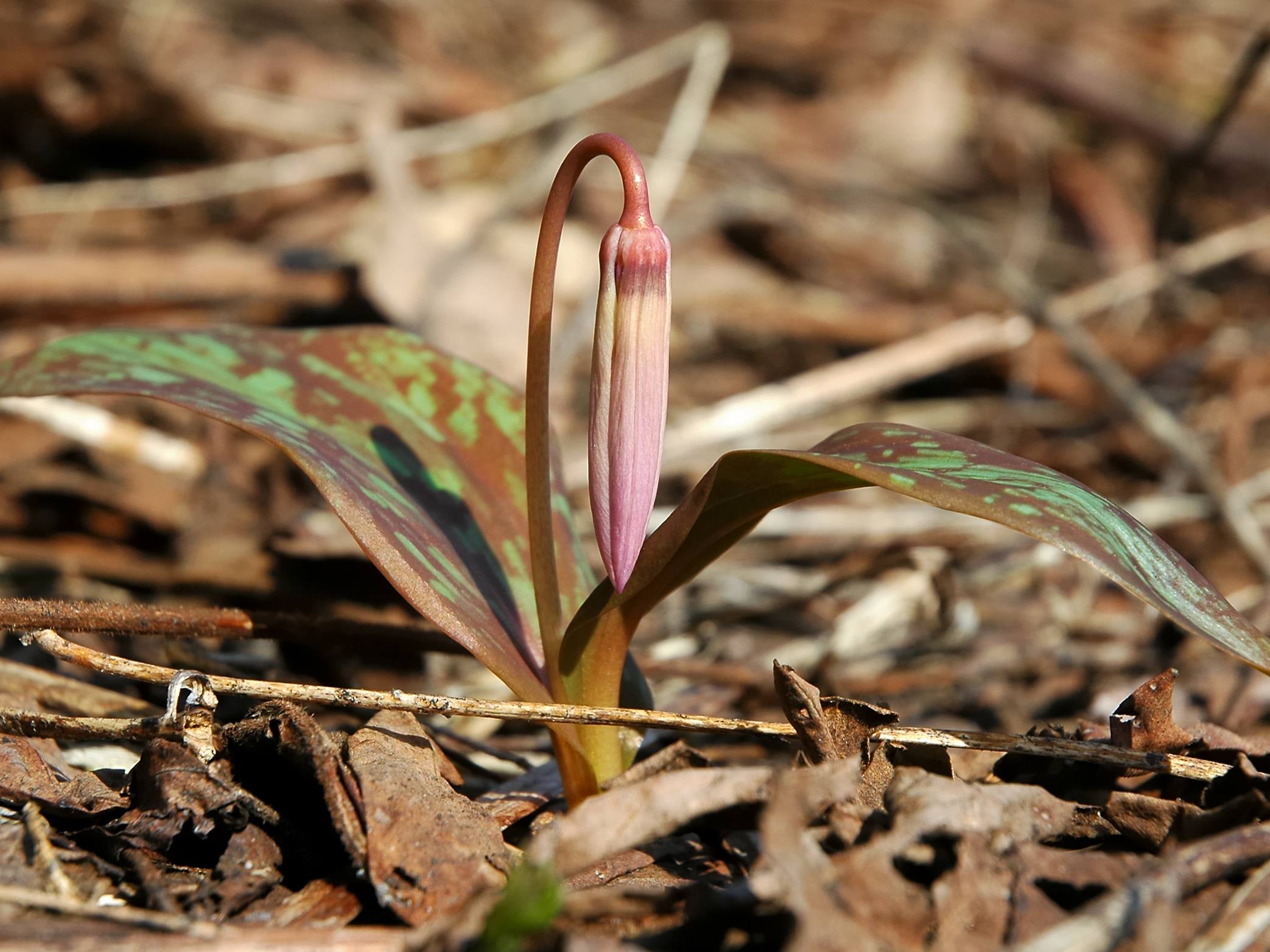
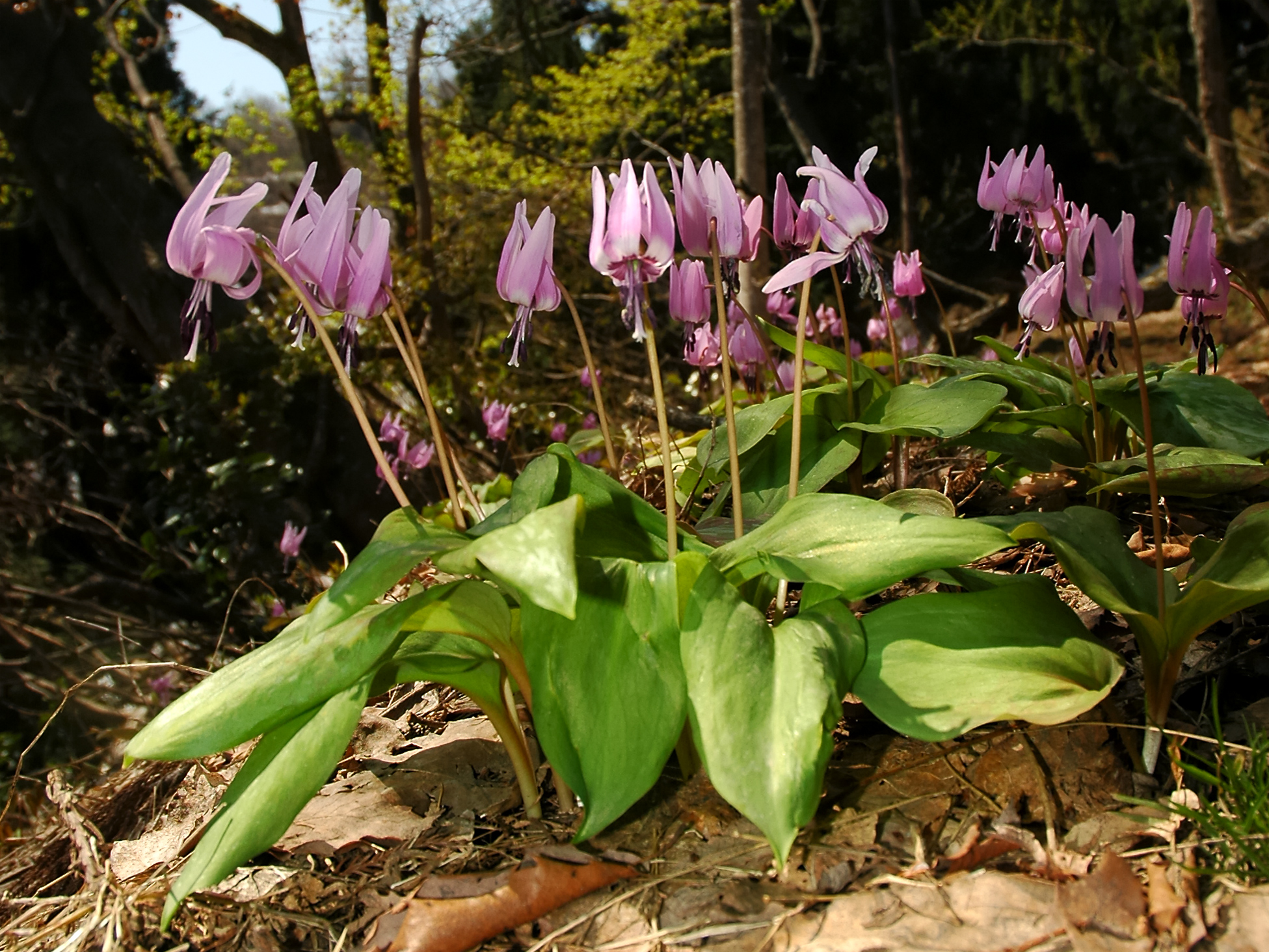
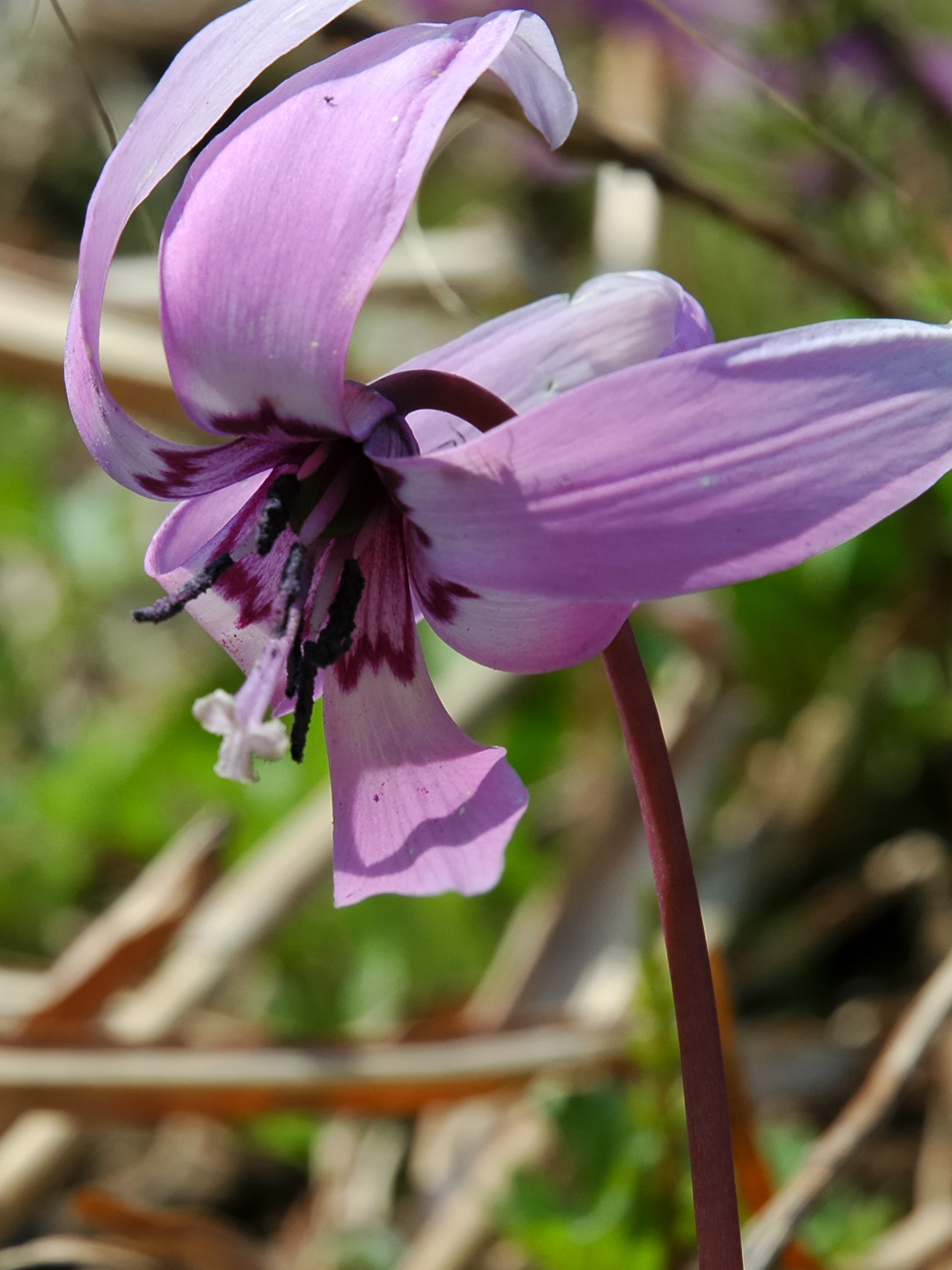